# سلیمان بهبودی
سلیمان بهبودی (زاده ۱۲۷۵ در تهران – درگذشته ۱۳۶۰)، از چهره‌های شناخته‌شده در دربار پهلوی بود، به‌ گونه‌ای که تقریباً تمامی درباریان او را می‌شناختند و از محل سکونتش آگاه بودند. وی تا چند سال پس از انقلاب ۱۳۵۷ نیز در قید حیات بود. اطلاعات موجود دربارهٔ او عمدتاً در کتاب خاطرات ارتشبد حسین فردوست(ظهور و سقوط سلطنت پهلوی) و همچنین در کتاب "رضا شاه-خاطرات سلیمان بهبودی، شمس پهلوی، علی ایزدی" که به کوشش غلامحسین میرزا صالح گردآوری شده است، وجود دارد. بهبودی از محرمانه‌ترین اسرار رضا شاه اطلاع داشت و احتمالاً هیچ‌کس دیگر به اندازه او دربارهٔ وقایع پشت‌ پردهٔ حکومت رضا شاه مطلع نبود. او در قزاقخانه استوار بود و رضا شاه او را به عنوان گماشته به خانهٔ خود دعوت کرد. بهبودی به‌تدریج محرم شد و از طرف وی، مأمور خدمت به زن و بچه‌هایش گردید. خانهٔ اول رضا شاه خانهٔ کوچکی در کوچهٔ شمال‌ شرقی میدان حسن‌آباد بود. در آن‌جا بهبودی وظیفه خرید و تهیهٔ مواد غذایی را داشت. علاوه بر او یک آشپز هم در آن خانه پخت‌وپز می‌کرد. بهبودی به‌تدریج به رضا خان و خانواده‌اش نزدیک شد. پس از کودتای ۱۲۹۹، رضا شاه کمتر به خانه می‌آمد و وقتی به سلطنت رسید در هرجا که بود، کاخ شهر یا سعدآباد، بهبودی را مسئول خانهٔ خود می‌کرد. بهبودی هر ماه موظف بود مقدار قند و چای مصرفی و در زمستان‌ وزن هیزم و سایر مواد مصرفی آشپزخانه را به رضا پهلوی گزارش دهد. رضا شاه دقیقاً حساب همه چیز را داشت.
بهبودی تا خروج رضا پهلوی از ایران، در حریم زندگی خصوصی او محرم‌ترین فرد بود و با او به تبعید رفت. 

## تالیفات
در حوزه خاطرات مربوط به دربار و درباریان آنچه در دوران معاصر به خاطر می‌آید، خاطرات روزنوشت سلیمان بهبودی از دربار رضاشاه و محمدرضا شاه است.
کتاب رضاشاه (خاطرات سلیمان بهبودی، شمس پهلوی (دختر رضاخان)، علی ایزدی) توسط انتشارات طرح نو با کوشش غلام‌حسین میرزا صالح گردآوری و نوشته شده است. این کتاب حاوی خاطرات سلیمان بهبودی و شمس پهلوی و علی ایزدی از دوران قبل و بعد از سلطنت رضاشاه است.